# Roberto Tálice
Roberto Alejandro Tálice (15 de març de 1902, Montevideo, Uruguai - 20 de maig de 1999, Buenos Aires, Argentina), va ser un reconegut periodista, crític de cinema, dramaturg i escriptor uruguaia.

## Biografia
El 1910, amb solament vuit anys, va començar a escriure i als tretze, el 1915, va estrenar la seva primera obra teatral titulada La nena, en el Teatre Florida del seu país natal. A principis de la dècada de 1920 va viatjar a París (França) i anys després va comptar la seva experiència allí en el seu llibre París bien vale una musa (Ed. Corregidor, 1986).
El 1923 es va radicar a la ciutat de Buenos Aires i al poc temps, va presentar les seves noves obres: Los puritanos i La última evasión -en col·laboració amb Enrique González Tuñón-. Convidat per Natalio Félix Botana, va ingressar a la redacció del popular Diario Crítica com a Cap d'Espectacles i va treballar al costat de Jorge Luis Borges, Roberto Arlt, Horacio Rega Molina, Pablo Rojas Paz i Nicolás Olivari, els germans Raúl i Enrique González Tuñón i Ulises Petit de Murat.
Va portar al teatre al voltant de 200 obres, de les quals 32 van ser estrenades en teatres de la ciutat i unes altres van ser representades per Amèrica i Europa i fins i tot, amb diferents idiomes, com John, Jean y Juan, La Machorra, Don Juan se confiesa, Los caminos de Dios, Amor todas las noches i Tempestad. Al costat de Belisario García Villar i Eliseo Montaine, el 1944 va dissenyar els guions de la seva primera pel·lícula: Centauros del pasado, protagonitzada per Alita Román i Pedro Maratea; a més va obtenir el premi Cóndor de Plata al millor guió original per Centauros del pasado (1944). Intercalant sempre en drames o comèdies, el 1947 va filmar un dels seus majors èxits cinematogràfics: La gata, de Mario Soffici, i en el mitjà artístic va arribar a treballar amb Nélida Franco, Rosa Rosen, Luis Arata, Santiago Gómez Cou i Olinda Bozán.
El 1954 participà a Crisol de hombres, on va col·laborar amb Abel Santa Cruz i el film li va donar la possibilitat de debutar a molts joves en l'art a través d'un concurs organitzat. Diversos dels seus treballs en la cinematografia van merèixer algunes distincions de l'Associació de Crítics de la Municipalitat de Buenos Aires. Va participar laboralment en el Brasil.
Com a representant dels autors argentins va participar en molts Congressos i Reunions Internacionals de la CISAC que afilia a totes les Societats Autorales dels cinc continents amb seu permanent en París i en diversos festivals de cinema internacionals com els de Berlín, Sant Sebastià i Mèxic. Va ser a més, vicepresident del Consell Panamericà de la CISAC, fundador i president durant diversos períodes de l'Asociación de Cronistas Cinematográficos de la Argentina, vicepresident del Círculo de Periodistas Técnicos i de la Casa del Teatro, membre del Directori de l'Instituto Nacional de Cinematografía, assessor de la Comèdia Nacional, director de la Comèdia de la Província de Buenos Aires, creador de 20 Seminaris de Formació Integral de Teatre en la província de Buenos Aires, membre de la Sociedad Argentina d'Escritores (SADE), acadèmic de número de l'Academia Porteña del Lunfardo, co-fundador de l'Academia Nacional de Periodismo, co-fundador i directiu de la Feria del Libro i director de LS11 Radio Provincia.
Va fer traduccions i adaptacions d'obres de Luigi Pirandello, William Shakespeare, Oscar Wilde, Noël Coward i altres autors de diverses nacionalitats i va donar innombrables xerrades en universitats de Europa i d'Amèrica. Des del seu lloc en Argentores (l'associació dels autors teatrals), Tálice reconeixia sempre que la llei 11.723 de Propietat Intel·lectual que va impulsar l'any 1933 el fundador de Clarín, Roberto Noble, va ser un model de legislació. Va fer ineludible el cobrament i el pagament dels drets d'autor i va conduir el noticiari Sucesos Argentinos.
Amb llibre d'Alberto Migré, en 1974 va incursionar en els llibrets de la pel·lícula Rolando Rivas, taxista, que anys anteriors (1972-1973) havia estat portada a la televisió per Canal 13.
Entre les seves obres literàries més destaques cal esmentar El Malevo Muñóz (Ed. Corregidor, 1996), 100.000 ejemplares por hora, de 1977 i 1989, La gran farsa (Ed. J.M. Serrano, 1922), entre d'altres. Va exercir càrrecs en diaris, revistes i publicacions del Río de la Plata, especialitzant-se en la crítica teatral i cinematogràfica. Va participar com a corresponsal, viatger i/o enviat especial en Missions Internacionals i en la Premsa Filmada per la seva actuació en productores de noticiaris cinematogràfics i documentals, així com en Congressos Internacionals duts a terme en Buenos Aires, Montevideo, Mèxic i Palma.
Al llarg de la seva carrera, va rebre una infinitat de premis per part de la Comissió Nacional de Cultura, Argentores, Ministeri d'Instrucció Pública de l'Uruguai, la Casa de Teatre de Montevideo, etc. Va obtenir a més la Faixa d'Honor de la SADE, el Premi Nacional de Teatre a l'Uruguai, la Ploma de Plata Pen Club i la Placa d'Honor atorgada pel Congrés Panamericà de la CISAC en Madrid el 1986.
El 1990 va ser declarat Ciutadà il·lustre de la Ciutat de Buenos Aires, el 1997 l'Honorable Cambra de Diputats ho va designar com a Major Notable Argentí i el 1999, un mes abans de la seva mort, la Secretaria de Cultura de la Presidència de la Nació el va nomenar Personalitat Emèrita de la Cultura Argentina. Va morir a l'edat de 97 anys en la Clínica Santa Isabel, i les seves restes van ser inhumades en el Panteó d'Actors del cementiri de La Chacarita.

## Filmografia
Guionista:
- Rolando Rivas, taxista (1974)
- Hoy cumple años mamá (1948)
- El precio de una vida (1947)
- La gata (1947)

Argument:
- Isla hechizada (inèdita - 1955)
- Crisol de hombres (1954)

Autor:
- Sábado del pecado (no estrenada comercialment - 1954)
- Centauros del pasado (1944)

Adaptació al castellà:
- El paraíso (1953)

Producció:
- Evasión (1947)